# Homenet
Els homenets o dimoniets són uns personatges de la mitologia catalana, molt presents a la valenciana, que són fruit de la religió natural que creu en l'existència dels genis (esperits de la natura que habitaven indrets concrets com rius, mars, arbres …) i que s'encarnaven en éssers vius, tant plantes com animals o persones, o s'associaven a fenòmens naturals tals com la pluja, el llamp o la boira.
Al País Valencià hi ha diversos personatges semblants, com ara els donyets ("cerdets"), gambosins, nyítols i perots.
El folklorista d'Altea Francesc Martínez parla d'aquestes criatures relacionant-les amb una rondalla de la zona de Conca més propera a les terres valencianes, en la qual es parla de les propietats fantàstiques de les llavors de la falaguera, si es cullen la Nit de Sant Joan. Segons la tradició, aquestes llavors de falaguera tenen entre les seues propietats el poder convertir-se en genis o follets, que estaran al servei dels seus propietaris.